# 内野聖陽
内野 聖陽（うちの せいよう、1968年9月16日 - ）は、日本の俳優。神奈川県横浜市出身。本名読みは「うちの まさあき」で、2013年7月までは芸名としても使われていた。

## 来歴
実家は横浜市の曹洞宗寺院。世田谷学園高等学校、早稲田大学政治経済学部政治学科卒業。大学在学中での初めての演劇は英語劇でプレイボーイな役を演じたが、これで一時期演じることが嫌になり裏方にまわっていた。1992年、在学中に文学座研究所に入所。同期に寺島しのぶがいる。翌年に研修科1年となり、研修中はドラマの端役などで修行を積む。実家の寺を継がないことで家族の反対にあったが俳優になる道を歩んだ。
1996年にはテレビドラマ『ふたりっ子』、1997年では『ミセスシンデレラ』に出演し、文学座の座員にもなる。
演劇では文学座だけでなく、他が主宰する演劇にも出演。ストレートプレイだけでなく、2000年に『エリザベート』で初めてミュージカル出演。2003年、『蝉しぐれ』で牧文四郎を演じ、放送文化基金出演者賞とモンテカルロ・テレビ祭の主演男優賞を受賞。2004年、『エースをねらえ!』に宗方仁役で出演。2007年、『風林火山』では主役の山本勘助を演じる。
私生活では『エリザベート』で知り合い交際を続けていた一路真輝と2006年5月に婚約を発表。7月末に結婚し、10月末に女児が誕生。結婚した時点で『風林火山』の撮影に入っており、披露宴は『風林火山』の撮影が終了した2007年10月25日に行う。2011年8月18日に、別居後、離婚届を提出したと連名のFAXにて発表した。娘の親権は一路が持つ。
2011年末、デビュー以来約20年間在籍していた文学座を退団し個人事務所設立及びスターダストプロモーションとの業務提携を発表、翌2012年1月31日に退団。
2013年7月、生誕45周年を機に芸名の読み方を使用する漢字はそのままでデビューから長年続いた本名の「うちの まさあき」から「うちの せいよう」に変更することを発表した。理由は「『まさあき』と読めない人が多かったから」だという。
2019年6月、舞台『化粧二題』（鵜山仁  演出）で、主役・市川辰三を演じた。同舞台は、内野にとって、俳優人生初となる一人芝居で、「自分の人生や魂に問いかけながら、辰三の心の揺らぎを、内野聖陽の内なるものから嘘なく表せたら」と述べ、令和元年度（第70回）芸術選奨文部科学大臣賞を受賞した。2年後、同じキャストで再演する。
2021年11月、令和3年秋の褒章で紫綬褒章を受章。

## 人物

### ポリシー
役者という職業について、母校である早稲田大学でのインタビューで、「何もないところに素敵な物をこしらえて、『どうだ』って見せて、楽しませるっていうところがあります。そこに快感を覚えているのかもしれません」と語る。また、演じるという行為に自身が惹かれる要因として、「幕が開くと、それまでのいろいろな苦労がお客さんには見えない」ことを挙げており、「人の見えないところでやればやるほど結果が自分にはね返って来るし、それが一瞬にして燃え尽きる」ところに喜びを感じるのだという。そして「昔から、一瞬にして燃え尽きる花火のようなものが好きだったんですね。花火師になりたいと思ったこともあります。みんなが空を見上げて『綺麗だな』って言ってる間に、下を向いて花火を筒に詰めている。夜空に美しい結果だけを見せて、下では誰にも知られずニンマリしている。なんて素敵だなぁと思いました」と答えている。
台詞覚えで大声を出して練習するため、自宅に防音室を作ったことがある。

### 作品
『エースをねらえ』では、「宗方仁」の役作りを完璧に仕上げて（まるで漫画から飛び出てきたみたいな状態で）顔合わせに登場した。20代半ばで高校生役「藤堂貴之」の配役された吉沢悠は、役と自分の年齢差に不満があり、実年齢に近い「宗方仁」を演じたいと思っていたが、内野を見て、「宗方仁を演じたいと思う気持ちを口に出せなかった」と証言している。
『風林火山』では楽屋には誰よりも早く入り、準備していたという。また、この作品で印象に残った共演者として千葉真一・市川亀治郎・GACKT・貫地谷しほりを挙げている。なかでも千葉については内野が殺陣好きでよく稽古していたことから、「世界的にも有名でアクションも凄い千葉さんと殺陣をすることが、うれしくてしょうがなかった。視聴者の方にはお教えできない殺陣の極意・テクニックをいろいろ教わり、楽しかった」と語り、本作の一番の思い出も「千葉さんとの殺陣（第4回「復讐の鬼」）」と語っている（ ⇒ 詳細は風林火山のエピソード節を参照）。
『JIN-仁-』で坂本龍馬を演じるにあたり、撮影前に何度も高知県へ通い現地の人々と酒を酌み交わすことで土佐弁を身に着けた。流暢な土佐弁を話す内野の演技は好評を博し、龍馬の故郷である高知での視聴率は30%を超えるほどであったという。本人は日刊スポーツ・ドラマグランプリ助演男優賞を受賞した際、高知での反応について「僕の龍馬を気に入ってくれたんですかね。『土佐弁をここまできちんとしゃべってくれたのは内野さんが初めて』とまで言ってくれました」と語っている。
『きのう何食べた?』で同性愛者を演じたが、演じるにあたって注意したこととして「一番繊細に考えなければいけないのが"オネエ度"ですね。」と男性同性愛者だと感じさせる言葉遣いや振る舞いについて触れ、「ケンジはサロン（美容院）に来たマダムに口説かれそうになるシーンがある。ということは、普段からあまりオネエ度を出していない方がいいのかな、普通にノンケ（異性愛者）の人に間違えられる感じにした方がいいのかなと。その匙加減の微妙さが、一番神経を使うところ」と述べた。共演者の山本耕史から「でも、内野さんに限っては普段からオネエ言葉。違う作品でも、割とそう（オネエ言葉で）接してくださるので唯一、そのまま素」と評され、内野は「誤解を与えることになるよ」と苦笑いしていた。

## 受賞歴
- 1996年
  - 第6回日本映画批評家大賞 新人賞（『（ハル）』）
- 1997年
  - 第20回日本アカデミー賞 新人俳優賞（『（ハル）』）[22]
  - 第13回ザテレビジョンドラマアカデミー賞 助演男優賞（『ミセスシンデレラ』）[23]
- 1998年
  - 第33回紀伊国屋演劇賞 個人賞（『みみず』､『カストリ・エレジー』､『野望と夏草』）
  - エランドール賞 新人賞
- 1999年
  - 第6回読売演劇大賞 最優秀男優賞（『カストリ・エレジー』､『野望と夏草』）
- 2004年
  - 第30回放送文化基金賞 出演者賞（『蟬しぐれ』）[24]
  - 第44回モンテカルロ国際テレビ祭 ゴールドニンフ賞（主演男優賞）（『蝉しぐれ』）
- 2006年
  - 第31回菊田一夫演劇賞（『ベガーズ・オペラ』､『エリザベート』）
- 2009年
  - 第6回TVnaviドラマ・オブ・ザ・イヤー 最優秀助演男優賞（『JIN-仁-』）[25]
  - 第63回ザテレビジョンドラマアカデミー賞 助演男優賞 (『JIN-仁-』)[26]
- 2011年
  - 第69回ザテレビジョンドラマアカデミー賞 助演男優賞 (『JIN-仁- 完結編』)[27]
  - 東京ドラマアウォード2011 連続ドラマ部門 助演男優賞 (『JIN-仁- 完結編』)[28]
- 2016年
  - 第39回日本アカデミー賞 優秀主演男優賞（『海難1890』）
- 2019年
  - 第16回コンフィデンスアワード・ドラマ賞 主演男優賞（『きのう何食べた?』）[29]
  - 第101回ザテレビジョンドラマアカデミー賞 主演男優賞（『きのう何食べた?』）[30]
- 2020年
  - 第70回芸術選奨文部科学大臣賞 演劇部門（『最貧前線』）[31][32]
- 2021年
  - 紫綬褒章[33][34]
  - 文化庁芸術祭 演劇部門優秀賞（『化粧二題』）
- 2025年
  - 第48回日本アカデミー賞 優秀助演男優賞（『八犬伝』）[35]

## 出演

### テレビドラマ
- 街角（1993年、NHK総合） - 福田遊子（ユウシ） 役[36]
- 十時半睡事件帖（1994年、NHK総合） - 竹田新之助 役
- シチリアの龍舌蘭（1994年、フジテレビ） - シン 役
- はぐれ刑事純情派 第8シリーズ 第18話「幻の再会! 約束の場所で待つ女」（1995年、テレビ朝日） - 守屋浩司 役
- 金田一少年の事件簿 蝋人形城殺人事件（1995年、日本テレビ） - 銭形ケンタロウ 役
- 徳川剣豪伝 それからの武蔵（1996年、テレビ東京） - 細川忠尚 役
- 特集ドラマ「鳥帰る 故郷の母に会いたい」（1996年、NHK総合） - 指導員 役
- 奇跡のロマンス（1996年、日本テレビ） - 工藤淳一郎 役
- 連続テレビ小説（NHK総合）
  - ふたりっ子（1996年） - 森山史郎 役
  - おかえりモネ（2021年） - 永浦耕治 役
- 忠臣蔵（1996年、フジテレビ） - 岡野金右衛門 役
- ドラマ新銀河（NHK総合）
  - 父さんは森に隠れる（1997年） - 岩山高志 役
- ミセスシンデレラ（1997年、フジテレビ） - 堀井光 役
- ラブジェネレーション（1997年、フジテレビ） - 片桐荘一郎 役
- 誰かが私を愛してる（1997年11月17日、TBS） - 山際 役
- 大河ドラマ（NHK総合）
  - 徳川慶喜（1998年） - 徳川慶篤 役
  - 風林火山（2007年） - 主演・山本勘助 役
  - 真田丸（2016年） - 徳川家康 役
- 火曜サスペンス劇場「月のかたち」（1998年5月5日、日本テレビ） - 中上修 役
- 疾風のように（1999年10月2日、NHK総合） - 藤田滋 役
- 昨日の敵は今日の友（2000年1月5日 - 2月9日、NHK総合） - 小川隆夫 役
- 蝉しぐれ（2003年8月22日 - 10月3日、NHK総合） - 主演・牧文四郎 役
- エースをねらえ!（2004年1月15日 - 3月11日、テレビ朝日） - 宗方仁 役
  - エースをねらえ!〜奇跡への挑戦〜（2004年9月23日）
- 砦なき者（2004年4月2日、テレビ朝日） - 倉科研司 役
- 不機嫌なジーン（2005年1月17日 - 3月28日、フジテレビ） - 南原孝史 役
- 秘太刀 馬の骨（2005年8月26日 - 9月30日、NHK総合） - 主演・石橋銀次郎 役
- ゴンゾウ 伝説の刑事（2008年7月2日 - 9月10日、テレビ朝日）- 主演・黒木俊英 役
- ドラマW（WOWOW）
  - シリウスの道（2008年9月14日）- 主演・辰村祐介 役
- 252 生存者あり episode.ZERO（2008年12月5日、日本テレビ） - 篠原静馬 役
- 臨場（テレビ朝日） - 主演・倉石義男 役
  - 臨場 第一章（2009年4月15日 - 6月24日）
  - 臨場 続章（2010年4月7日 - 6月23日）
- JIN-仁-（TBS） - 坂本龍馬 役
  - JIN-仁-（2009年10月11日 - 12月20日）
  - 開局60周年記念ドラマ JIN-仁- 完結編（2011年4月17日 - 6月20日）
- わが家の歴史（2010年4月9日 - 11日、フジテレビ） - 升田幸三 役
- 10年先も君に恋して（2010年8月31日 - 10月5日、NHK総合） - 円山博 役
- 連続ドラマW（WOWOW）
  - パンドラIII 革命前夜（2011年10月2日 - 11月20日） - 湯田和路 役[37]
  - 鉄の骨（2020年4月18日 - 5月16日） - 尾形総司 役[38]
  - ゴールドサンセット（2025年2月23日 - 3月30日） - 主演・阿久津勇 役[39]
- 新春ワイド時代劇「忠臣蔵〜その義その愛」（2012年1月2日、テレビ東京） -主演・ 堀部安兵衛 役[40]
- とんび（2013年1月13日 - 3月17日、TBS） - 主演・市川安男 役[41]
- 2夜連続スペシャルドラマ「女信長」（2013年4月5日・6日、フジテレビ） - 明智光秀 役[42]
- 松本清張スペシャル「時間の習俗」（2014年4月10日、フジテレビ） - 主演・三原紀一 役[43]
- おやじの背中 第9話「父さん、母になる!?」（2014年9月7日、TBS） - 主演・新城勝 役[44]
- ドラマスペシャル「ザ・ドライバー」（2015年10月11日、テレビ朝日） - 主演・近衛上一郎 役[45]
- スペシャルドラマ「LEADERS リーダーズ II」（2017年3月26日、TBS） - 山崎亘 役[46]
- ドラマスペシャル「ヘヤチョウ」（2017年12月17日、テレビ朝日） - 主演・釜本宣彦 役[47]
- 特集ドラマ「どこにもない国」（2018年3月24日・31日、NHK総合） - 主演・丸山邦雄 役[48]
- ブラックペアン（2018年4月22日 - 6月24日、TBS） - 佐伯清剛 役[49]
  - ブラックペアン シーズン2（2024年7月7日 - 9月15日、TBS）[50]
- 日経ドラマスペシャル 琥珀の夢（2018年10月5日、テレビ東京） - 主演・鳴江萬治郎 役[51]
- スローな武士にしてくれ〜京都 撮影所ラプソディー〜（2019年3月23日、NHK BSプレミアム） - 主演・村田茂雄 役
- きのう何食べた?（2019年4月6日 - 6月29日、テレビ東京） - 主演・矢吹賢二 役（西島秀俊とダブル主演）
  - きのう何食べた? 正月スペシャル2020（2020年1月1日）[52]
  - きのう何食べた? season2（2023年10月7日 - 12月23日）[53][54]
- PJ 〜航空救難団〜（2025年4月24日 - 6月19日、テレビ朝日） - 主演・宇佐美誠司 役[55][56]

### 映画
- 午後の遺言状（1996年） - 清川浩二 役
- (ハル)（1996年） - 主演・速見昇（ハル） 役 ※日本アカデミー賞新人俳優賞受賞
- 虹の岬（1999年4月3日公開、監督:奥村正彦） - 野口洋 役[57]
- 黒い家（1999年） - 主演・若槻慎二 役
- あかね空（2007年） - 主演・永吉/傳蔵 役
- 252 生存者あり（2008年） - 篠原静馬 役
- 悪夢のエレベーター（2009年） - 主演・安井三郎 役
- クヒオ大佐（2009年） - 藤原 役
- 十三人の刺客（2010年） - 間宮図書 役
- 犬とあなたの物語　いぬのえいが（2011年） - 渡辺警部 役
- 臨場・劇場版（2012年） - 主演・倉石義男 役
- 家路（2014年） - 沢田総一 役
- 罪の余白（2015年） - 主演・安藤聡 役
- 海難1890（2015年） - 主演・田村元貞 役
- 初恋（2020年） - 権藤 役[58]
- きのう何食べた?（2021年） - 主演・矢吹賢二 役（西島秀俊とダブル主演）[59]
- 鋼の錬金術師シリーズ - ヴァン・ホーエンハイム / お父様 役
  - 鋼の錬金術師 完結編 復讐者スカー（2022年）[60]
  - 鋼の錬金術師 完結編 最後の錬成（2022年）[60]
- 春画先生（2023年） - 主演・芳賀一郎 役[61]
- 八犬伝（2024年） - 葛飾北斎 役[62]
- アングリースクワッド 公務員と7人の詐欺師（2024年） - 主演・熊沢二郎 役[63]

### 舞台
- 女たちの十二夜（1995年）
- 愛の森 -清盛をめぐる女人たち- （1996年）
- ロミオとジュリエット（1997年）
- トランス（1998年）
- みみず（1998年）
- カストリ・エレジー（1998年、新国立劇場小劇場） - ケン 役[64]
- 野望と夏草（1998年）
- 天涯の花（1999年）
- 裸足で散歩（1999年）
- 北の阿修羅は生きているか（1999年）
- エリザベート（ミュージカル）（2000年、2001年、2004年、2005年） - トート 役
- 欲望という名の電車（2000年）
- モンテ・クリスト伯（2001年）
- ブルールーム（2002年）
- 藪の中（2002年）
- ペリクリーズ（2003年）
- レ・ミゼラブル（2003年、2004年） - ジャベール 役
- 箱根強羅ホテル（2005年5月）
- ベガーズ・オペラ（2006年、2008年） - マクヒース 役
- メタル・マクベス（2006年）
- 私生活（2008年）
- BLACKBIRD（2009年）
- イリアス（2010年）
- 幻蝶（2012年）
- おのれナポレオン L'honneur de Napoléon（2013年）
- TRUE WEST〜本物の西部〜（2013年）
- THE BIG FELLAH（2014年）
- 禁断の裸体 （2015年）
- 東海道四谷怪談（2015年）
- ハムレット（2017年4月、東京芸術劇場プレイハウス） - 主演・ハムレット 役[65]
- 化粧二題〈こまつ座第128回公演〉（2019年6月3日 - 、紀伊國屋サザンシアター TAKASHIMAYA 他） - 主演・市川辰三 役[66]
- 最貧前線（2019年8月 - 10月、水戸芸術館 ACM劇場・世田谷パブリックシアター他） - 主演・菊池太平 役[67]
- 化粧二題 〈こまつ座第138回公演〉（2021年8月17日-、紀伊國屋サザンシアターTAKASHIMAYA、水戸芸術館 ACM劇場ほか）-主演・市川辰三 役
- M.バタフライ（2022年6月24日 -、新国立劇場 小劇場 他） - 主演・ルネ・ガリマール 役[68]
- 笑の大学（2023年2月8日‐、PARCO劇場 他） ‐ 主演・向坂睦男 役
- 芭蕉通夜舟（2024年10月 - 11月、紀伊國屋サザンシアター TAKASHIMAYA 他） - 主演・松尾芭蕉 役[69]

### 劇場アニメ
- ルパン三世VS名探偵コナン THE MOVIE（2013年） - アラン・スミシー 役[70]

### 配信ドラマ
- 阿修羅のごとく（2025年1月9日、Netflix） - 枡川貞治 役[71][72]

### ラジオドラマ
- モンテ・クリスト伯（1996年、NHK-FM）

### ドキュメンタリー
- 目撃!日本列島 この地で生きていく 〜原発事故 避難家族の記録〜 （2011年10月8日、NHK総合） - ナレーション
- 歴史ドリームチーム 仰天推理 本能寺の変（2014年1月22日、NHK総合） - 案内人

### その他のテレビ・ラジオ番組
- 第57回NHK紅白歌合戦（2006年12月31日、NHK総合・ラジオ第1） - 審査員

### CM
- みずほ証券 （2009年）
- 刀剣乱舞 -ONLINE-、刀剣乱舞-ONLINE- Pocket（2016年）[73]
- ボス『25年間』篇（2017年 - ）